# Funktionalismus (Design)

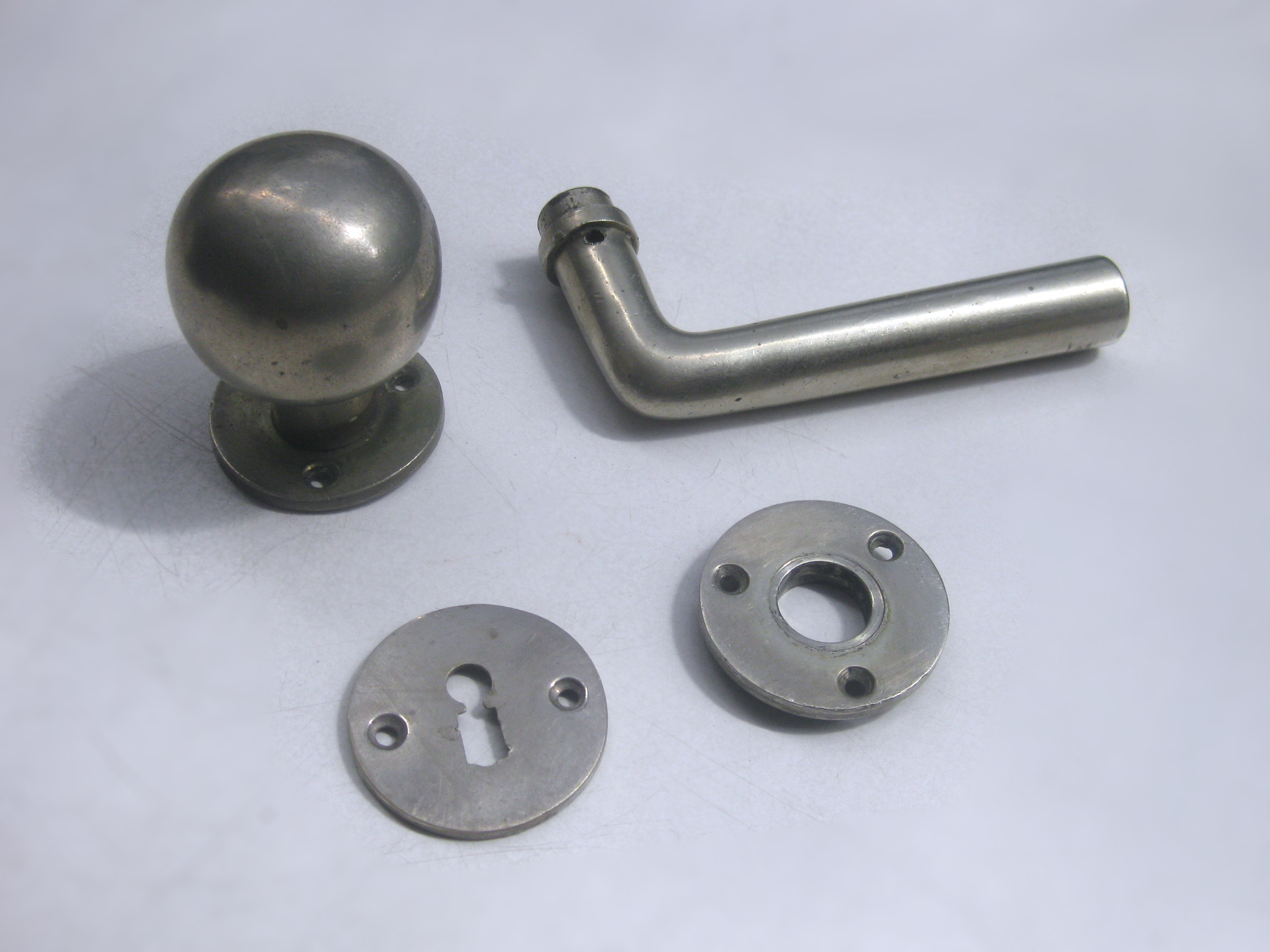
Türknauf und Türklinke, entworfen von Ferdinand Kramer

In Architektur und Design versteht man unter Funktionalismus das Zurücktreten rein ästhetischer Gestaltungsprinzipien hinter den die Form bestimmenden Verwendungszweck des Gebäudes oder des Geräts. Daher stammt der berühmte Ausspruch „Form follows function“ („die Funktion bestimmt die Form“) von Louis Sullivan, der der populären Auffassung entsprang, eine zeitgemäße Schönheit in Architektur und Design ergebe sich bereits aus deren Funktionalität.
Schönheit war im vorindustriellen Zeitalter eng mit Zweckzusammenhängen der Gesellschaft verwoben, z. B. mit sakralen, aber auch profanen Zwecken. Mit der industriellen Produktion emanzipierte sich die Kunst aus Zweckzusammenhängen, wie sich umgekehrt die Nützlichkeit von der Schönheit emanzipiert. Beim industriell gefertigten Gebrauchsgegenstand wird Schönheit damit zu einem bloßen „ästhetischen Überschuss“. Darauf reagiert der gestalterische Funktionalismus, der die Ästhetik der Funktion gegen die illusionistische Dekoration sichtbar machen will, Der Funktionsbegriff war allerdings nach Andreas Dorschel von Anfang an mehrdeutig: „Funktion kann sowohl praktische Funktion bzw. Zweck als auch technische Funktionsweise bzw. Produktionsweise meinen“. Die Anfänge des Funktionalismus in Design und Architektur reichen zu den ästhetischen Theoretikern des 19. Jahrhunderts zurück (Lotze, Semper, Greenough), werden in Deutschland jedoch erst mit der Gründung des Deutschen Werkbundes im Jahr 1907 unter den Schlagworten Sachlichkeit und Zweckform in den Rang einer künstlerisch ernstzunehmenden Gestaltungsweise erhoben.
Der Funktionalismus erlangte nach dem Ersten Weltkrieg und nach dem Zwischenspiel des Expressionismus unter dem Begriff Neues Bauen oder Neue Sachlichkeit als gestalterisches Prinzip erneut größere Beachtung. In Schweden setzte sich der Funktionalismus unter anderem infolge der Stockholmer Ausstellung von 1930 und des Manifests acceptera seit den 1930er Jahren durch.
Zum wirklich allgemeinverbindlichen Inbegriff modernen Bauens wurde der Funktionalismus in Deutschland jedoch erst nach dem Zweiten Weltkrieg und hat auf diese Weise die Architektursprache des Wiederaufbaus weitestgehend geprägt. Seit Beginn der 1970er Jahre gerät die formale Armut und Unwirtlichkeit der funktionalistischen Planungen (der „Zweckbau“) zunehmend in das Feld öffentlicher Kritik, weshalb die Postmoderne in den 1980er Jahren dem Funktionalismus schließlich völlig neue Gestaltungsprinzipien entgegenzusetzen versuchte. In der gewerblichen und Industriearchitektur wie auch bei öffentlicher Infrastruktur ist Funktionalismus – allein aus Finanzierungsfragen heraus – aber immer vertreten geblieben.
Eine erneute Aktualität als Gestaltungsprinzip erlangt der Funktionalismus in der Architektur in der zweiten Hälfte der 1990er Jahre, nach dem Abebben des sogenannten Dekonstruktivismus. In der Architektur abseits der Repräsentationsbauten wird der Ansatz im Laufe der letzten Jahrzehnte wieder dominierend. Strömungen wie Nachhaltiges Bauen sind über das Streben nach minimalem Ressourcen-Einsatz einem funktionalistischen Grundzug ebenso zugeneigt wie Energieeffizientes Bauen, in dem die Formgebungen technischen Maßgaben von Wärmedämmung, Besonnung und ähnlichem folgt. Dasselbe gilt für materialbezogene Fachrichtungen wie den modernen Holzbau oder Lehmbau, oder Standortalternativen wie Bauen am Wasser.

## Kritik
Albrecht Wellmer betont, dass der Funktionalismus in der Architektur mit den von Ornamenten überladenen Fassaden des 19. Jahrhunderts aufgeräumt und so einen eklektischen und verlogenen „Überbau“ zerstört habe, der eine schlecht proportionierte Architektur nur verdeckte. Damit habe der Funktionalismus die Trostlosigkeit einer darunterliegenden, von der Ökonomie diktierten architektonischen und urbanistischen „Basis“ sichtbar gemacht, jedoch auch die Erinnerungsspuren, an denen sich Veränderungen orientieren könnten, ausgelöscht. Die funktionalistische Modernisierung der westdeutschen Städte nach dem Zweiten Weltkrieg trage Züge einer „Selbstverstümmelung“. Die Vorstellung der dem Funktionalismus huldigenden Architekten und Designer, den industriellen Fortschritt „mit den schwachen Kräften einer ästhetischen Aufklärung (zu) humanisieren und domestizieren“, sei immer schon naiv gewesen.